# 布福德鎮區 (阿肯色州巴克斯特縣)
布福德鎮區（英語：Buford Township）是位於美國阿肯色州巴克斯特縣的一個行政鎮區。

## 地方資料
布福德鎮區的面積為103.52平方千米，當中陸地面積為102.08平方千米，而水域面積為1.44平方千米。根據2010年美國人口普查的數據，當地共有人口1295人，而人口密度為每平方千米12.51人。